# 천혜향
천혜향(天惠香)은 운향과의 과일 나무(상록 활엽 소교목)이다. 귤속의 잡종 재배식물로, 1998년에 일본에서 청견(Citrus 'Kiyomi')과 ‘앙코르 2호’(Encore No.2)의 잡종인 ‘구치노쓰 37호’(일본어: 口之津 37号)에 마코트(C. nobilis)를 교잡해 개발한 만감이다. 품종명은 ‘세토카’(일본어: せとか, 瀬戸香)이며, 대한민국에서는 2005년부터 ‘천혜향’이라는 명칭으로 통일되어 불리고 있다. 열매는 겨울에 수확하는데 크기와 당도가 한라봉과 유사하며, 껍질이 얇은 편이다.

## 역사
1998년에 일본 농림수산성에서 ‘구치노쓰 37호’와 마코트를 교배하여 육성한 품종이다. 당시 명명된 명칭은 ‘청견 농림 8호’(일본어: タンゴール農林 8)였다. 대한민국에서는 2000년대 초부터 제주도에 도입하여 재배하기 시작하였으며, 지구온난화로 재배지가 북상하여 2010년대 중반에 들어서는 충청북도 충주시에서도 재배되고 있다.

## 같이 보기
- 제주감귤
- 한라봉